# Schwäbischer Turnerbund
Der Schwäbische Turnerbund (STB) ist der mitgliederstärkste und somit größte Sportfachverband in Baden-Württemberg. Er ist Mitglied im Württembergischen Landessportbund (WLSB) und im Deutschen Turner-Bund (DTB).

Logo des Schwäbischen Turnerbundes

## Geschichte
Der STB wurde am 1. Mai 1848 in Esslingen gegründet und ist damit der älteste durchgängig existierende Sportverband in Deutschland. Der Esslinger Jurist Theodor Georgii galt als führender Kopf bei der Gründung und fungierte auch bis 1863 als Präsident. Der STB versteht sich als Dachverband für das „Vielseitige Turnen“ als fachgebietsübergreifender Freizeitsport sowie als Fachverband für den Wettkampf- und Spitzensport. Er fühlt sich zuständig für alle Sportarten, Disziplinen und Bewegungsformen, die ihren historischen Ursprung in Turnen und Gymnastik besitzen. Der Schwäbische Turnerbund ist ein eingetragener Verein.

## Mitwirkung bei der Ausbildung von Erziehern an Fachschulen
Angehende Erzieher werden in  Motorik über eine Übungsleiterlizenz vorschulischer Bereich an Fachschulen ausgebildet.

## Gliederung
Zurzeit sind in fünfzehn Turngauen rund 700.000 Mitglieder in 1760 Turn- und Sportvereinen (Stand 2023) eingetragen. Die Turngaue sind der Turngau Achalm, der Turngau Heilbronn, der Turngau Hohenlohe, der Turngau Hohenzollern, der Turngau Neckar-Enz, der Turngau Neckar-Teck, der Turngau Nordschwarzwald, der Turngau Oberschwaben, der Turngau Ostwürttemberg, der Turngau Rems-Murr, der Turngau Schwarzwald, der Turngau Staufen, der Turngau Stuttgart, der Turngau Ulm und der Turngau Zollern-Schalksburg.
Präsident seit 2021 ist Markus Frank. Berühmte Präsidenten des STB waren neben Gründungspräsident Georgii Johannes Buhl (1863 bis 1881), Robert Langer (1881 bis 1893), Fritz Keßler (1893 bis 1895), Otto Hoffmeister (1895 bis 1923), Jürgen Hahn (1966 bis 1970), Alfred Entenmann (1978 bis 1990), Rainer Brechtken (1994 bis 2012) und Wolfgang Drexler (2012 bis 2021). Die Geschäftsstelle befindet sich in Stuttgart-Bad Cannstatt. Geschäftsführer ist Matthias Ranke.

## Kontroversen
Ende 2024 beschuldigten mehrere ehemalige Mitglieder der Nationalmannschaft oder Nachwuchsnationalmannschaften – darunter Tabea Alt, Janine Berger, Michelle Timm, Carina Kröll, Amelie Pfeil, Emelie Petz, Catalina Santos – den STB und DTB des systematischen körperlichen und mentalen Missbrauchs. So erklärte Alt, dass sie sich im Jahr 2021 in einem ausführlichen Brief an ihre Trainer und weitere Verantwortliche gewendet, auf Missstände hingewiesen, Lösungsvorschläge unterbreitet und ihre eigene Unterstützung angeboten habe. Sie sei aber ignoriert worden.